# Euxinia corniculata
Euxinia corniculata är en plattmaskart som beskrevs av von Graff 1911. Euxinia corniculata ingår i släktet Euxinia, och familjen Cylindrostomidae. Arten är reproducerande i Sverige.